# Missorium Teodozjusza
Missorium Teodozjusza – wykonana ze srebra taca (missorium), odnaleziona w 1847 roku w pobliżu hiszpańskiej Méridy. Znajduje się w zbiorach Królewskiej Akademii Historii w Madrycie.
Missorium odnalezione zostało przypadkowo w 1847 roku przez robotnika pracującego w Almendralejo niedaleko Méridy i niedługo po odkryciu zakupione przez Real Academia de la Historia. Zgodnie ze sporządzoną w 1849 roku relacją razem z nim odkopano dwa srebrne kubki, obecnie zaginione. Taca jest pęknięta na dwie części. W momencie odkrycia była zgięta w połowie, a pęknięcie powstało na skutek próby rozprostowania naczynia po wydobyciu z ziemi. Zgięcie było zapewne celowym zabiegiem, związanym z rytualnym zniszczeniem tacy przed złożeniem jej jako daru do grobu.
Taca stanowi przykład largitio – upominku wręczanego przez cesarza dostojnikom z okazji jakiegoś ważnego wydarzenia i jest jednym z zaledwie 19 zachowanych tego typu zabytków. Ma 74 cm średnicy i waży 15,35 kg. Zgodnie z wyrytą na niej inskrypcją wykonano ją w 388 roku, dla uczczenia dziesięciolecia panowania Teodozjusza Wielkiego.
Centralne miejsce zdobiącego tacę reliefu zajmuje wizerunek ukazanego frontalnie, siedzącego na tronie Teodozjusza, znacznie przewyższającego wielkością pozostałe postaci. Po jego bokach siedzą współrządcy: Arkadiusz i Walentynian II. Dostojeństwo władców podkreślają otaczające ich głowy nimby. Przed Teodozjuszem znajduje się niewielka postać dostojnika, otrzymującego z rąk cesarskich jakieś stanowisko lub zaszczyty. Po bokach stoją żołnierze gwardii cesarskiej z owalnymi tarczami – sądząc po uczesaniu i torkwesach na szyi, są to Germanowie. Za ukazanymi postaciami widnieje fasada budowli nakryta przyczółkiem. Nad Teodozjuszem przechodzi ona w arkadę, nad jego współrządcami zaś w płaskie belkowanie. W przyczółku po obydwu stronach arkady widnieją wizerunki uskrzydlonych bogiń Wiktorii z wieńcami. W dolnej części tacy, oddzielonej od górnej sceny rytymi liniami, ukazano leżącą wśród roślin półnagą kobietę z rogiem obfitości, u stóp której bawią się dwa amorki. Jest to najprawdopodobniej personifikacja ziemi (Tellus) lub obfitości (Abudantia).